# 9122 Hunten
A 9122 Hunten (ideiglenes jelöléssel 1998 FZ8) a Naprendszer kisbolygóövében található aszteroida. A Spacewatch program keretében fedezték fel 1998. március 22-én.